# Wilson Rock (Südliche Sandwichinseln)
Der Wilson Rock ist eine 150 m hohe Klippe im Archipel der Südlichen Sandwichinseln. Der Felsen ragt 2,2 km westlich von Bristol Island aus dem Südatlantik auf, und liegt damit mittig in einer Kette von Felsen, die er mit dem östlichen Nachbar Grindle Rock und dem westlichen Nachbar Freezland Rock bildet.
Der britische Seefahrer James Cook entdeckte ihn 1775. Fabian Gottlieb von Bellingshausen kartierte ihn genauer als Cook bei der ersten russischen Antarktisexpedition (1819–1821). Wissenschaftler der britischen Discovery Investigations kartierten ihn 1930 erneut. Letztere benannten ihn nach Samuel Herbert Wilson (1873–1950), Permanent Under-Secretary of State der britischen Kronkolonien.